# Canabidivarina
Canabidivarina (CBDV, GWP42006) é um canabinoide não-psicoativo encontrado na Cannabis. É um homólogo do canabidiol (CBD), com a cadeia lateral substituída por duas pontes de metileno (CH2).
Embora a canabidivarina (CBDV) seja considerada uma constituinte menor dos canabinoides presentes na Cannabis, níveis elevados de CBDV foram encontrados em cepas de C. indica (C. sativa ssp. indica var. kafiristanica) do noroeste da Índia e em amostras de haxixe do Nepal.
A CBDV é objeto de pesquisa científica por potenciais efeitos anticonvulsivantes e analgésicos. Foi identificada pela primeira vez em 1969 por Vollner et al.
Da mesma forma que o CBD, possui sete isômeros de ligações duplas e 30 estereoisômeros. A canabividarina está sendo desenvolvida ativamente pela farmacêutica australiana GW Pharmaceuticals (sob o codinome GWP42006), principalmente por conta de uma via neuroquímica na qual atua como antiepiléptico e anticonvulsivante, propriedades já observadas anteriormente. A GW iniciou um estudo de fase 2 para epilepsia em adultos, e também planeja realizar testes em crianças na Austrália.